# Liste der Naturdenkmale in Osnabrück
Die Liste der Naturdenkmale in Osnabrück enthält die Naturdenkmale in der Stadt Osnabrück in Niedersachsen.
Am 31. Dezember 2016 gab es im Zuständigkeitsbereich der Unteren Naturschutzbehörde der Stadt Osnabrück insgesamt 71 Naturdenkmale.

## Naturdenkmale
| Bild            | Bezeichnung                                              | Ort, Lage | Beschreibung | Schutzzweck | Nummer     |
| --------------- | -------------------------------------------------------- | --- | --- | ----------- | ---------- |
| Fotos hochladen | 1 Platane                                                | Vorgarten des Landgerichts, Kollegienwall (52° 16′ 22,1″ N, 8° 3′ 0,4″ O)                                                                    | |             | ND-OS-S 01 |
| Fotos hochladen | Bäume am Herrenteichswall                                | Baumbestand des historischen Stadtwalles (Herrenteichswall) (52° 16′ 41,7″ N, 8° 2′ 49,6″ O)                                                 | Größe ca. 1,6 ha Bei dem Naturdenkmal handelt es sich um eine 460 Meter lange Allee von Winterlinden (Tilia cordata). Die Winterlinden wurden um 1855 auf dem Wall im Abstand von jeweils 5 Meter gepflanzt, nachdem der Wall um etwa 2 Meter abgetragen worden war. |             | ND-OS-S 04 |
| Fotos hochladen | 1 Rotbuche                                               | Pfarrgarten an der Katharinenkirche (52° 16′ 22,1″ N, 8° 2′ 37,3″ O)                                                                         | |             | ND-OS-S 06 |
| Fotos hochladen | 1 Platane                                                | Natruper Straße, gegenüber Gutenbergstraße (52° 16′ 49,5″ N, 8° 2′ 13,5″ O)                                                                  | |             | ND-OS-S 07 |
| BW              | 1 Ginkgo-Baum                                            | Ehemaliger Philipsontscher Park, Gutenbergstraße 27 (52° 16′ 47,8″ N, 8° 2′ 4,1″ O)                                                          | |             | ND-OS-S 08 |
| BW              | 1 Eibe                                                   | Ehemaliger Philipsontscher Park, Lürmannstraße 40 (52° 16′ 47,8″ N, 8° 2′ 4,1″ O)                                                            | |             | ND-OS-S 09 |
| BW              | 1 Manna-Esche                                            | Ehemaliger Philipsontscher Park, Lürmannstraße 40 (52° 16′ 49,9″ N, 8° 1′ 58,5″ O)                                                           | |             | ND-OS-S 10 |
| Fotos hochladen | 1 Everseiche und 2 weitere Eichen                        | Am ehemaligen Everskotten und in der näheren Umgebung (52° 18′ 13,7″ N, 8° 0′ 44,5″ O)                                                       | Brusthöhenumfang von 7,24 m (2014) |             | ND-OS-S 11 |
| BW              | Baumbestand der von Kerssenbrockallee, u. a. Eichen      | Baumallee zwischen den Straßen „Die Eversburg“ und „Bahnstraße“ (52° 18′ 29,8″ N, 7° 59′ 56,1″ O)                                            | Größe ca. 0,4 ha |             | ND-OS-S 13 |
| BW              | Kreuz im Hohne mit umstehender Rotbuchengruppe           | Westlich der Oldenburger Landstraße, ca. 300 m südlich der Stadtgrenze (52° 18′ 55,4″ N, 8° 2′ 9,6″ O)                                       | |             | ND-OS-S 14 |
| Fotos hochladen | Karlsteine                                               | Westlich der Oldenburger Landstraße, ca. 150 m südlich der Stadtgrenze (52° 19′ 0,8″ N, 8° 2′ 15,4″ O)                                       | |             | ND-OS-S 16 |
| Fotos hochladen | Oestringer Steine                                        | südlich des Östringer Weges (52° 18′ 53,6″ N, 8° 4′ 52,9″ O)                                                                                 | |             | ND-OS-S 17 |
| BW              | Oestringer Steine                                        | nördlich des Östringer Weges (52° 18′ 53,6″ N, 8° 4′ 45,8″ O)                                                                                | |             | ND-OS-S 18 |
| BW              | 4 Eichen                                                 | In den Bleeken (52° 18′ 38,3″ N, 8° 2′ 41,1″ O)                                                                                              | |             | ND-OS-S 19 |
| BW              | 2 Linden                                                 | Auf dem südlichen Fußweg des Lotter Kirchweges (52° 16′ 28,1″ N, 8° 0′ 13,2″ O)                                                              | |             | ND-OS-S 22 |
| Fotos hochladen | 1 Linde                                                  | Nördlicher Bürgersteig am Lieneschweg, hinter Abzweig Händelstraße (52° 16′ 54,1″ N, 8° 0′ 36,7″ O)                                          | |             | ND-OS-S 23 |
| BW              | Lange Wand                                               | Rosskastanienallee und Rotbuchenreihe nördlich der Kabelmetallwerke zwischen Knollstraße und Gartlager Wald (52° 17′ 8,5″ N, 8° 3′ 25,9″ O)  | Größe ca. 2,9 ha |             | ND-OS-S 24 |
| BW              | Hügelgräber                                              | Waldstück westlich des ehemaligen Bundeswehrkrankenhauses an der Sedanstraße (52° 17′ 29″ N, 8° 0′ 5″ O)                                     | Größe ca. 0,7 ha |             | ND-OS-S 25 |
| BW              | 1 Eiche                                                  | Westlich Hardinghausstraße, nahe Grothausweg (52° 18′ 25,2″ N, 8° 2′ 42″ O)                                                                  | ? |             | ND-OS-S 26 |
| BW              | 1 Eiche                                                  | Auf dem Finkenhügel, Parzellengrenze 80 m südlich des Hauses Max-Reger-Straße 29 (52° 16′ 46,2″ N, 8° 0′ 25,4″ O)                            | |             | ND-OS-S 27 |
| Fotos hochladen | Teufelssteine Großsteingrab und Umgebung                 | 110 m südlich des Heideweg auf der Teufelsheide (52° 15′ 55,1″ N, 8° 6′ 27,4″ O)                                                             | |             | ND-OS-S 28 |
| BW              | Muschelkalk Trockenrisse                                 | West- und Nordsteilwand des alten Steinbruchs am Nordhang des Heller Berges (52° 14′ 59,6″ N, 7° 58′ 55,2″ O)                                | |             | ND-OS-S 29 |
| Fotos hochladen | Johannissteine                                           | Zwischen Nordrandhalde und Steinbruch Piesberg (52° 19′ 25″ N, 8° 1′ 18,5″ O)                                                                | Größe ca. 0,4 ha |             | ND-OS-S 30 |
| Fotos hochladen | Gretescher Steine                                        | Gegenüber gretescher Turm (52° 16′ 13,1″ N, 8° 7′ 8,8″ O)                                                                                    | |             | ND-OS-S 31 |
| Fotos hochladen | Sundermannsteine                                         | Südlich Belmer Straße, Höhe Hof Sundermann (52° 16′ 58,4″ N, 8° 7′ 44,8″ O)                                                                  | |             | ND-OS-S 32 |
| BW              | Schwarzes Wasser                                         | Östlich der Straße „Zum Pyer Moor“, ca. 200 m südlich der Kreuzung mit dem Moorweg (52° 19′ 54,1″ N, 8° 0′ 18″ O)                            | Größe ca. 0,6 ha |             | ND-OS-S 33 |
| Fotos hochladen | 1 Platane                                                | Vor dem Stüvehaus am Heger Tor (52° 16′ 34,8″ N, 8° 2′ 15,2″ O)                                                                              | |             | ND-OS-S 34 |
| BW              | 1 Linde                                                  | Südlich Honeburger Weg, nördlich der ehemaligen Stadtgärtnerei (52° 18′ 34,4″ N, 8° 1′ 45,6″ O)                                              | |             | ND-OS-S 35 |
| BW              | 1 Eiche                                                  | Langenkamp / Ecke Voxtruper Straße (52° 15′ 6,5″ N, 8° 4′ 56,6″ O)                                                                           | |             | ND-OS-S 36 |
| Fotos hochladen | 1 Buche                                                  | Turmstraße 21 (52° 16′ 42,2″ N, 8° 2′ 30,1″ O)                                                                                               | |             | ND-OS-S 37 |
| BW              | 1 Eiche                                                  | Feldstraße auf dem Kalkhügel (52° 15′ 29,5″ N, 8° 1′ 51,4″ O)                                                                                | |             | ND-OS-S 38 |
| BW              | 1 Buche                                                  | Pfarrgarten an der Lutherkirche (52° 15′ 38,5″ N, 8° 3′ 32″ O)                                                                               | |             | ND-OS-S 39 |
| BW              | 1 Eiche (Königseiche)                                    | Beim Taubstummenheim auf dem Königshügel (52° 17′ 18,3″ N, 8° 3′ 37,5″ O)                                                                    | |             | ND-OS-S 40 |
| BW              | 1 Eiche                                                  | Pagenstecher Straße gegenüber Römereschstraße (52° 17′ 31,6″ N, 8° 1′ 13,6″ O)                                                               | |             | ND-OS-S 41 |
| BW              | 1 Eiche                                                  | Tongrubenweg südlich Muskamp (52° 15′ 12,8″ N, 8° 0′ 3,1″ O)                                                                                 | |             | ND-OS-S 42 |
| BW              | Kronenpohl (Teich und Uferbereich)                       | „Am Kronenpohl“, 150 m westlich der Autobahn (52° 17′ 15,3″ N, 7° 56′ 6,1″ O)                                                                | Größe ca. 0,5 ha |             | ND-OS-S 44 |
| BW              | Baumgruppe (4 Buchen, 1 Ahorn)                           | Bremer Straße 101 (52° 17′ 10,7″ N, 8° 4′ 46,6″ O)                                                                                           | |             | ND-OS-S 45 |
| BW              | 1 Eiche                                                  | Grundstücksgrenze hinter Blumenhaller Weg Nr. 42 (52° 16′ 8,4″ N, 8° 1′ 18,5″ O)                                                             | |             | ND-OS-S 46 |
| BW              | 1 Ahorn                                                  | Auf der Bruchkante des alten Steinbruchgeländes südlich der Strahlenklinik (52° 16′ 45,5″ N, 8° 1′ 58,8″ O)                                  | |             | ND-OS-S 47 |
| BW              | 1 Buche                                                  | Am „Grünen Weg“ westlich der alten Stadtmauer (52° 16′ 46,7″ N, 8° 2′ 9,7″ O)                                                                | |             | ND-OS-S 48 |
| Fotos hochladen | 1 Platane                                                | „An der Katharinenkirche“ Nr. 8a, Privatgarten (52° 16′ 21,8″ N, 8° 2′ 32,8″ O)                                                              | |             | ND-OS-S 49 |
| BW              | 1 Eibe                                                   | Gutenbergstraße 37, Privatgarten (52° 16′ 49,4″ N, 8° 1′ 58,8″ O)                                                                            | |             | ND-OS-S 51 |
| Fotos hochladen | 1 Blutbuche                                              | Lürmannstraße 36–40, Strahlenklinik (52° 16′ 47,3″ N, 8° 2′ 0,2″ O)                                                                          | |             | ND-OS-S 52 |
| BW              | 1 Eiche                                                  | Straßenseitenraum der Haneschstraße hinter der Nettebrücke (stadtauswärts) (52° 18′ 23,9″ N, 8° 3′ 12,5″ O)                                  | |             | ND-OS-S 53 |
| Fotos hochladen | 1 Ginkgo-Baum                                            | Dielinger Straße, Innenhof des Sanierungsblocks 5/1 (52° 16′ 34,7″ N, 8° 2′ 27,2″ O)                                                         | |             | ND-OS-S 54 |
| BW              | 1 Eiche                                                  | Nördlich der Gewächshäuser Hermann-Ehlers-Straße 30, nahe der Neuen Straße / Middenkamp (52° 14′ 25,2″ N, 8° 1′ 51,7″ O)                     | |             | ND-OS-S 56 |
| BW              | Baumgruppe (3 Eichen)                                    | Nördlich der Grundstückszufahrt „Zum Attersee“ Nr. 45 östlich der Autobahnunterführung (52° 17′ 55,8″ N, 7° 56′ 38″ O)                       | |             | ND-OS-S 57 |
| BW              | Mergelgrube am Rubbenbruchsee                            | Etwa 120 m südwestlich des Einlaufs des Landwehrgrabens in den Rubbenbruchsee (52° 16′ 53″ N, 7° 59′ 15″ O)                                  | Größe ca. 0,2 ha |             | ND-OS-S 58 |
| BW              | 1 Roteiche                                               | südöstlich der Werkstatt Mindener Straße (52° 16′ 8,3″ N, 8° 5′ 39,5″ O)                                                                     | |             | ND-OS-S 59 |
| BW              | 1 Rotbuche                                               | Westlich des Mauerweges zwischen Lürmannstraße und Gutenbergstraße (52° 16′ 48,9″ N, 8° 2′ 4,7″ O)                                           | |             | ND-OS-S 60 |
| BW              | 1 Eiche                                                  | Landrat-von-Ostman-Straße (52° 17′ 59,3″ N, 7° 58′ 35,8″ O)                                                                                  | |             | ND-OS-S 61 |
| BW              | 2 Linden                                                 | In der Strothe Nr. 2, Privatgarten, an der Grenze zur Landrat-von-Ostman-Straße (52° 18′ 0,8″ N, 7° 58′ 31,4″ O)                             | |             | ND-OS-S 62 |
| Fotos hochladen | 1 Hainbuche                                              | Entlang des Fußweges zwischen Gutenbergstraße und Lürmannstraße (52° 16′ 48,7″ N, 8° 2′ 6,8″ O)                                              | |             | ND-OS-S 63 |
| Fotos hochladen | 1 Kastanie                                               | Entlang des Fußweges zwischen Gutenbergstraße und Lürmannstraße (52° 16′ 49,7″ N, 8° 2′ 6,8″ O)                                              | |             | ND-OS-S 64 |
| BW              | 1 Baumgruppe, bestehend aus 2 Rotbuchen und 1 Stieleiche | Entlang des Fußweges zwischen Gutenbergstraße und Lürmannstraße (52° 16′ 49,8″ N, 8° 2′ 8,5″ O)                                              | |             | ND-OS-S 65 |
| BW              | Waldgebiet Im Steerte                                    | Wald zwischen der Straße Im Steerte und Hörner Weg (52° 15′ 4,6″ N, 8° 0′ 12,5″ O)                                                           | Größe ca. 2,3 ha |             | ND-OS-S 66 |
| BW              | 1 Blutbuche                                              | An der Schepeler Straße (52° 16′ 2,2″ N, 8° 3′ 20″ O)                                                                                        | |             | ND-OS-S 68 |
| BW              | Laichgewässer an der Kuhlbreite                          | An der Kuhlbreite (52° 17′ 47,9″ N, 7° 56′ 27″ O)                                                                                            | Größe ca. 6,0 ha |             | ND-OS-S 69 |
| BW              | Hochufer und Altarm der Nette                            | Am Östringer Esch (52° 18′ 56,9″ N, 8° 4′ 33,8″ O)                                                                                           | Größe ca. 2,2 ha |             | ND-OS-S 70 |
| Fotos hochladen | 2 Rosskastanien                                          | am Arndtplatz auf der Ecke Martinistraße / Arndtstraße (52° 16′ 19,2″ N, 8° 2′ 15,7″ O)                                                      | |             | ND-OS-S 71 |
| BW              | 1 Blutbuche                                              | Voxtrup Holsten-Mündruper-Straße 16 (52° 15′ 9″ N, 8° 5′ 50,9″ O)                                                                            | |             | ND-OS-S 72 |
| Fotos hochladen | 1 Hainbuche                                              | Hauswörmannsweg 156, Privatgarten (52° 14′ 58,3″ N, 8° 2′ 47,7″ O)                                                                           | |             | ND-OS-S 73 |
| BW              | 4 Stieleichen                                            | Atter Eikesberg 1 (52° 17′ 38,5″ N, 7° 56′ 50,2″ O)                                                                                          | |             | ND-OS-S 74 |
| BW              | 2 Stieleichen                                            | Am Pyer Kirchweg, gegenüber Haus Nr. 2 (52° 19′ 17,5″ N, 7° 58′ 33,6″ O)                                                                     | |             | ND-OS-S 75 |
| BW              | 1 Stieleiche                                             | Im Bereich der Straßen „Landwehrstraße“, „Am Mühlenholz“/ „Die Eversburg“ in einer öffentlichen Grünfläche (52° 18′ 27,3″ N, 7° 59′ 29,4″ O) | |             | ND-OS-S 76 |
| BW              | 1 Stieleiche                                             | Am Hasberger Weg, gegenüber der Straße „Dieckriede“ im Grünland (52° 15′ 6,4″ N, 7° 58′ 35,9″ O)                                             | |             | ND-OS-S 77 |
| BW              | 1 Blutbuche                                              | Bergstraße 28, im Privatgarten (52° 16′ 40″ N, 8° 2′ 5,8″ O)                                                                                 | |             | D-OS-S 78  |
| BW              | 2 Stieleichen                                            | Voxtrup Am Gut Sandfort (52° 15′ 8,3″ N, 8° 6′ 37,2″ O)                                                                                      | |             | ND-OS-S 79 |
| BW              | 1 Stieleiche                                             | Hellern Lengericher Landstraße 31 (52° 14′ 49,4″ N, 7° 58′ 56,9″ O)                                                                          | |             | ND-OS-S 80 |
| BW              | Stieleiche                                               | Nahne am Ende der Meller Straße auf dem Hofgrundstück Thiesing (52° 15′ 13,7″ N, 8° 5′ 19″ O)                                                | |             | ND-OS-S 81 |
| Fotos hochladen | Tulpenbaum                                               | In einem Privatgarten am Heger-Tor-Wall (52° 16′ 28,5″ N, 8° 2′ 20,2″ O)                                                                     | |             | ND-OS-S 82 |
| Fotos hochladen | Trauerbuche                                              | Vor dem Gebäude des ehemaligen Hannoverschen Bahnhofes (52° 16′ 35,6″ N, 8° 3′ 9,4″ O)                                                       | |             | ND-OS-S 83 |

## Zerstörte Naturdenkmale
- Eselsbusch: Siebenstämmige Buche mit einer Höhe von 20 Metern am Eselspatt, dem Fußweg nach Tecklenburg. Gefällt wurde sie 1967 für die Brückenbaustelle der E8 (heutige Bundesautobahn 30) über die Straße An der Blankenburg.[15]